# Спиридоновобудское сельское поселение
Спиридоновобу́дское сельское поселение — муниципальное образование в юго-западной части Злынковского района Брянской области. Административный центр — село Спиридонова Буда.
Образовано в результате проведения муниципальной реформы в 2005 году, путём слияния дореформенных Спиридоновобудского, Кожановского и части Карпиловского сельсоветов.

## Население
| 2010  | 2011  | 2012  | 2013  | 2014  | 2015  | 2016  | 2017  | 2018  |
| ----- | ----- | ----- | ----- | ----- | ----- | ----- | ----- | ----- |
| 1278  | ↘1266 | ↘1195 | ↘1173 | ↗1180 | ↘1143 | ↗1148 | ↗1156 | ↗1159 |
| 2019  | 2020  | 2021  |       |       |       |       |       |       |
| ↗1167 | ↘1150 | ↘1087 |       |       |       |       |       |       |

## Населённые пункты
| № | Населённый пункт | Тип     | Население |
| - | ---------------- | ------- | --------- |
| 1 | Азаричи          | село    | ↘37       |
| 2 | Барановка        | деревня | ↗21       |
| 3 | Вишенки          | посёлок | →0        |
| 4 | Карпиловка       | деревня | ↘335      |
| 5 | Кожановка        | деревня | ↗284      |
| 6 | Озерище          | посёлок | ↘48       |
| 7 | Серовка          | село    | ↘13       |
| 8 | Сосновый Бор     | посёлок | →0        |
| 9 | Спиридонова Буда | село    | ↘435      |